# 다니엘 비서티
대니엘 비수티(Danielle Bisutti, 1976년 10월 1일 ~ )는 미국의 배우, 싱어송라이터이다.
로스앤젤레스에서 태어났다.

## 출연 작품
- 백 인 더 데이 (2014년)
- 커스 오브 처키 (2013년)
- 인시디어스: 두번째 집 (2013년) - 파커 크레인 모 역
- 노 그레이터 러브 (2009년)
- 이웃 (2007년)
- 베니스 언더그라운드 (2005년)

### 텔레비전
- The O.C. (2004-05)
- 트루 잭슨 (2008-11)
- 팍스 앤 레크리에이션 (2011-12) - 린다 역